# Condado de Polk (Missouri)
O Condado de Polk é um dos 114 condados do estado americano de Missouri. A sede do condado é Bolivar, e sua maior cidade é Bolivar. O condado possui uma área de 1 664 km² (dos quais 14 km² estão cobertos por água), uma população de 26 992 habitantes, e uma densidade populacional de 16 hab/km² (segundo o censo nacional de 2000). O condado foi fundado em 5 de janeiro de 1835.